# Барбоза, Полиана
Полиана Барбоза Медейруш (порт. Poliana Barbosa Medeiros; род. 6 февраля 1991, Итиютаба) — бразильская футболистка, правый защитник клуба «Сан Жозе». Участница Олимпиады в Рио-де-Жанейро.

## Карьера
В 2009 году подписала контракт с «Сантосом». В 2010 году перешла в «Сан Жозе», с которым выиграла Кубок Либертадорес в 2011, 2013 и 2014 году. В финальном матче турнира 2014 года сделала дубль в ворота «Каракаса». В 2014 году также выиграла с командой Кубок Нестле — неофициальный клубный чемпионат мира.
В конце 2014 года, вместе со своей подругой по сборной Бразилии Розаной, подписала контракт с «Хьюстон Даш». Выступления за команду начала только в 2016 году, в связи с участием в полуторагодовой программе по подготовке сборной Бразилии к чемпионату мира 2015 года и Олимпийским играм 2016 года.
В июле 2015 года в течение месяца на правах аренды выступала за исландский «Стьярнан».